# Fiona Vera-Gray
Fiona Vera-Gray, född i januari 1981 i Nya Zeeland, är en brittisk forskare. Hon forskar om sexuellt våld och har verkat som feministisk aktivist inom kvinnorörelsen. Vera-Gray har tidigare forskat och föreläst med bas på Durham University. Numera (2023) har hon sin bas på London Metropolitan University och dess avdelning för barn- och kvinnomisshandel.

## Biografi
Vera-Gray avlade 2014 doktorsexamen vid London Metropolitan University. Den opublicerade doktorsavhandlingen bär titeln The great problems are in the street: a phenomenology of men’s stranger intrusions on women in public space.
Hon har arbetat inom den engelska och walesiska kvinnojoursrörelsen. Erfarenheterna där följdes 2020 upp med en forskningsstudie omkring kvinnojourernas utveckling, arbete och – ofta politiska – karaktär under stora delar av sin historia.

### Författarskap
Hon har skrivit i olika tidningar i ämnen som pornografi, sexuellt våld och trakasserier och förebyggande av våldtäkt. Hennes två böcker/forskningsrapporter Men's Intrusion, Women's Embodiment (2016) och The Right Amount of Panic – How Women Trade Freedom for Safety (2018) kretsar kring tafsande och annan liknande ovälkommen kroppskontakt.
2021 publicerade hon den dittills största innehållsstudien om mainstreamvarianten av internetpornografi, något som väckte stor uppmärksamhet och omfattande skriverier i större medier både inom och utom Storbritannien. Bland resultaten av undersökningen fanns den att var åttonde video som presenterades för förstagångsbesökare på startsidan för de tre största pornografiska videoplattformarna (XVideos, Pornhub och XHamster) marknadsförde sexuellt våld. Studien baserades på undersökningar av 150 000 olika videor.
I början av 2024 publicerades hennes Women on Porn, en bok baserad på intervjuer med 100 kvinnor och deras relation till heterosexuell mainstreampornografi. Den presenterar resultatet av en intervjuundersökning som sjösattes 2016 och som på tre månader nådde 2 000 kvinnor, varav 100 slutligen rekryterades till djupintervjuer omkring sin konsumtion eller relation till pornografi. De olika intervjusvaren fördelas i boken över de sex ämneskapitlen Desire (Lust), Bodies (Kroppar), Sex, Relationships (Relationer), Violence (Våld) och Future (Framtiden). De ofta väldigt öppna vittnesmålen i boken visar på en ofta komplex relation runt den inre konflikten mellan lust och moral och hur denna kan spelas ut som en sorts dans. Recensenten för The New Statesman ansåg att boken öppnar upp för en intressant diskussion omkring skillnaden mellan skådespel och dokumentär och hur det kan påverka konsumenten.

### Övrigt skrivande
Vera-Gray skriver återkommande för tidningar som The Guardian, The Daily Telegraph och The Independent. Skriverierna kretsar ofta kring hur negativa sexuella manus kan influeras eller förstärkas av uttryck i massmedier, med referenser till Bechdeltestet, true crime-litteratur och pornografi.

### Böcker
- Men's Intrusion, Women's Embodiment, Routledge 2016, ISBN 9781138951594
- 100 Women I Know : Candid accounts of rape and sexual assault (medförfattare: Kezia Bayard-White), Break The Habit Press 2018, ISBN 978-1999894108
- The Right Amount of Panic – How Women Trade Freedom for Safety, Policy Press 2018, ISBN  978-1447342298
- Women on Porn: One hundred stories. One vital conversation, Penguin 2024, ISBN  9781911709435

### Forskningsrapporter (urval)
- Vera-Gray, F., & McGlynn, C. (2020). "Regulating pornography: Developments in evidence, theory, and law". i C. Ashford, & A. Maine (Eds.), Research Handbook on Gender, Sexuality, and Law (sid 471-483). Edward Elgar Publishing
- "The authority of pornography" (2021); i Adele Bardazzi & Alberica Bazzoni: Gender and authority across disciplines, space and time, sid 291–312, Springer International Publishing
- Fiona Vera-Gray, Clare McGlynn, Ibad Kureshi, Kate Butterby. ”Sexual violence as a sexual script in mainstream online pornography” (på engelska). The British Journal of Criminology "61" (5, September 2021):  s. 1243–1260. doi:10.1093/bjc/azab035. https://doi.org/10.1093/bjc/azab035. Läst 3 oktober 2023.